# Niandra Lades and Usually Just a T-Shirt
Niandra Lades and Usually Just a T-Shirt ist das erste Soloalbum von John Frusciante. Es erschien 1994 unter American Recordings. 
Seine Freunde Gibby Haynes von den Butthole Surfers und Perry Farrell von Jane’s Addiction überzeugten Frusciante, das Album zu veröffentlichen, u. a. mit der Begründung, es gebe "keine gute Musik auf dem Markt". Er nahm das Album zu Hause auf einem Vierspurgerät (Tascam 424) auf, wobei er den Großteil des Materials bereits während der Aufnahmen zum Album „Blood Sugar Sex Magik“ im Jahr 1991 aufgenommen bzw. geschrieben hatte. Auf einem Titel ist Toni Oswald zu hören. Er widmete das Album Fleas Tochter Clara und seiner Ex-Freundin Toni Oswald.
Niandra Lades and Usually Just a T-Shirt ist ein Doppelalbum: Das erste Album Niandra Lades (benannt nach einer weiblichen Figur, die Frusciante im bisher unveröffentlichten Film Desert in the Shape seiner damaligen Freundin Toni Oswald, darstellte) enthält die ersten zwölf Lieder, die weiteren 13 Titel finden sich auf Usually Just a T-Shirt.

## Titelliste

### Disc one:Niandra Lades
1. "As Can Be" – 2:57
2. "My Smile Is a Rifle" – 3:48
3. "Head (Beach Arab)" – 2:05
4. "Big Takeover" (cover of Bad Brains) – 3:18
5. "Curtains" – 2:30
6. "Running Away into You" – 2:12
7. "Mascara" – 3:40
8. "Been Insane" – 1:41
9. "Skin Blues" – 1:46
10. "Your Pussy's Glued to a Building on Fire" – 3:17
11. "Blood on My Neck From Success" – 3:09
12. "Ten to Butter Blood Voodoo" – 1:59

### Disc two:Usually Just a T-Shirt
1. Untitled #1 – 0:34
2. Untitled #2 – 4:21
3. Untitled #3 – 1:50
4. Untitled #4 – 1:38
5. Untitled #5 – 1:30
6. Untitled #6 – 1:29
7. Untitled #7 – 1:42
8. Untitled #8 – 7:55
9. Untitled #9 – 7:04
10. Untitled #10 – 0:25
11. Untitled #11 – 1:51
12. Untitled #12 – 5:27
13. Untitled #13 – 1:52